# گوزک
گوزک (به آلمانی: Goseck) یک شهر در آلمان است که در Unstruttal واقع شده‌است. گوزک ۱٬۱۰۶ نفر جمعیت دارد.